# Petr'Anto Scolca
Pour les articles homonymes, voir Scolca (homonymie).
Petr'Anto Scolca (né en 1966) est un écrivain français contemporain.

## Biographie
Petr'Anto Scolca est né le 14 février 1966 à Scolca (Haute-Corse). 
Romancier nouvelliste, il écrit depuis 1974. Ses œuvres sont des romans, nouvelles, pièces de théâtre, et même des poésies, mais n'ont été publiées qu'à partir de 1996.
Il affectionne les textes courts. Aussi a-t-il adhéré avec joie à la proposition de l'éditeur  Albiana du concept Centu Milla qui est une collection de courts lettrages (textes courts, nouvelles, poèmes et récits brefs).

## Engagement politique
En 2012, il soutient Jean-Luc Mélenchon, candidat du Front de gauche à l'élection présidentielle.